# Fender Starcaster
La Starcaster fue una guitarra del fabricante Fender, de finales de los años 1970 y principios de los 1980, que con un formato similar a la Strato
Suele presentar en algunos modelos cuerpo hueco, intenta captar a los guitarristas de jazz y fusión, género musical en auge en ese momento, sin lograr mayor éxito.
Fue diseñada por Gene Fields para ser un instrumento de gran calidad a pesar de que fue propuesta en un momento en el que la calidad de los instrumentos de Fender había bajado considerablemente.
Algunas fuentes citan la producción desde 1976 a 1982 pero ya en 1975 podemos encontrar un anuncio promocionando este modelo.

## Características
La Starcaster tenía un diseño único de cabezal, con una curva de la parte inferior pintada del mismo color que el cuerpo de la guitarra, cosa que no se había visto en otra guitarra Fender, aun así algunos prototipos de la guitarra Fender Marauder, un modelo cancelado antes de la producción y también diseñado por Fields, tenía un diseño de cabezal similar. También fue inusual para una guitarra en tener una relación asimétrica ("offset") del cuerpo, un diapasón de arce, un perno en el cuello, una nueva configuración de control consistente en un control de volumen y tono para cada pastilla, así como un control maestro de volumen, y las tradicionales clavijas laterales.
Actualmente, la segunda marca de Fender, Squier, ha resucitado a la Starcaster con 3 modelos económicos: la Affinity, la Contemporany y la Classic Vibe, cuyos precios oscilan entre los 340€ y los 499€

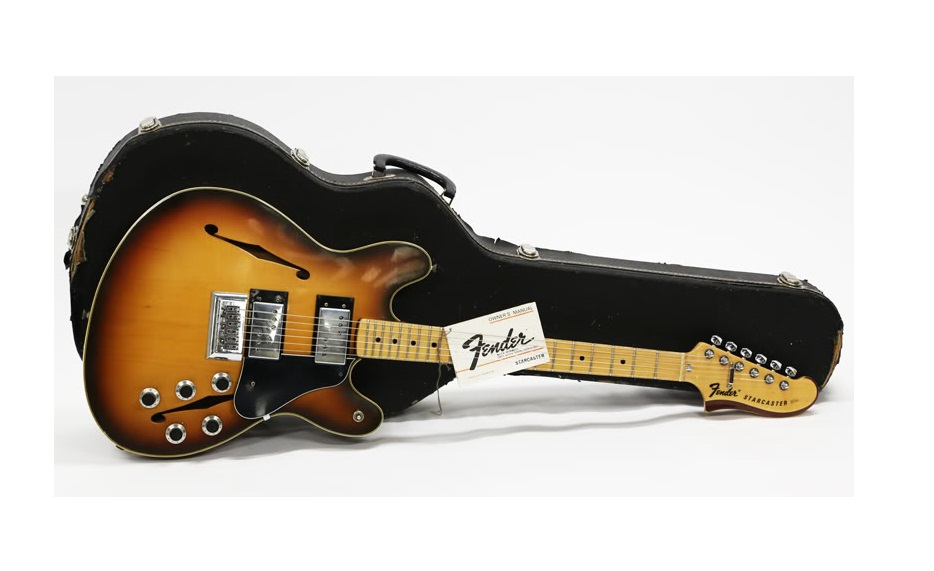
starcaster model Semi-Hollow

## Popularidad
La Starcaster comercialmente cuesta mucho . Como resultado de ello, Las Starcasters son muy raras, y su valor es muy elevado debido a su gran diseño y calidad.
Jonny Greenwood guitarrista de Radiohead utiliza con frecuencia en sus conciertos una Starcaster, Jamie Cook de Arctic Monkeys también la muestra en el videoclip de Crying Lighting, y además la utilizó recientemente en el concierto de "Glastonbury" de 2013. Sammy James Jr. guitarrista y líder de la banda Mooney Suzuki posee una Starcaster con acabado natural la cual apareció en el programa de Conan O' Brien el 21 de junio de 27. También aparece en el videoclip de Morrissey: You Have Killed Me. Rubén Albarrán de la banda mexicana Café Tacvba comenzó a utilizarla a finales de la década de 1990.
Dave Keuning de la banda The Killers comenzó a utilizarla poco antes de sacar el álbum Sam's Town y se le ha visto utilizar una Starcaster durante el festival de música Glastonbury en 2007.